# Щучник
Щучник (Deschampsia) — рід багаторічних трав'янистих рослин родини тонконогових (злакових). 

## Поширення
Відомо близько 40 (за іншими даними — 100) видів, поширених у субарктичних і субантарктичних районах з помірним кліматом майже по всьому світу. Зокрема один вид Deschampsia antarctica зростає на Антарктичному півострові.
В Україні зростає два види: щучник звивистий (Deschampsia flexuosa) — росте у лісах, на луках і скелястих місцях, у Галичині, Карпатах, на Лівобережжі та щучник дернистий (Deschampsia cespitosa) — на вологих луках у лісовій смузі, лісостепових і гірських районах.

## Назва
Родова назва походить від будови листка. Якщо провести пальцями від кінця до основи, — листок гладенький, коли ж навпаки — він шорсткий настільки, що можна навіть порізатись. Ця властивість викликає аналогію із зубами щуки.

## Шкідники
Серед шкідників — гусениці Crambus perlella.